# جانی بروکس
جانی بروکس (به انگلیسی: Johnny Brooks) بازیکن فوتبال (زادهٔ ۲۳ دسامبر ۱۹۳۱-درگذشتهٔ ۷ ژوئن ۲۰۱۶) اهل کشور انگلستان که سابقهٔ بازی در تیم ملی فوتبال انگلستان را در کارنامهٔ خود داشت. وی در تاریخ ۱۴ نوامبر ۱۹۵۶ نخستین بازی ملی خود را در برابر تیم ملی فوتبال ولز انجام داد و با حضور در ۳ بازی ملی، در تاریخ ۵ دسامبر ۱۹۵۶ واپسین بازی ملی‌اش را در برابر تیم ملی فوتبال دانمارک برگزار کرد.
این بازیکن توانسته در بازی‌های ملی، ۲ گل به ثمر برساند.